# Список умерших в 1108 году
В этой статье представлен список известных людей, умерших в 1108 году.
См. также: Категория:Умершие в 1108 году

## Январь

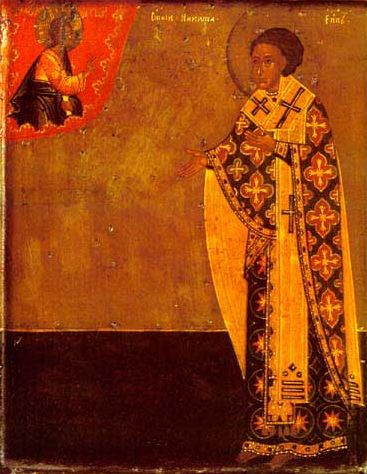
Никита Новгородский

- 4 января — Гертруда Польская — польская принцесса, великая княгиня-консорт киевская (1054—1068, 1069—1073, 1077—1078) жена князя Изяслава Ярославича
- 26 января — Альберих — католический святой, один из основателей ордена цистерцианцев
- 31 января — Никита — епископ новгородский (1096—1108), святой русской церкви

## Март
- 3 марта — Минамото-но Ёситика — японский самурай-военачальник.
- 7 марта — Гандальф Рочестерский — англо-нормандский религиозный деятель и архитектор, епископ Рочестерский (1077—1108)
- 18 марта — Абэ-но Мунэто— японский самурай

## Май
- 21 мая — Джерард[англ.] — лорд-канцлер Англии (1085—1092), архиепископ Йоркский (1100—1108)
- 29 мая:
  - Гарсия Ордоньес — кастильский аристократ и полководец. Погиб в битве при Уклесе;
  - Мартин Флаинес — кастильский аристократ;
  - Санчо Альфонсес — единственный сын короля Кастилии и Леона Альфонсо VI Храброго. Погиб в битве при Уклесе

## Июль

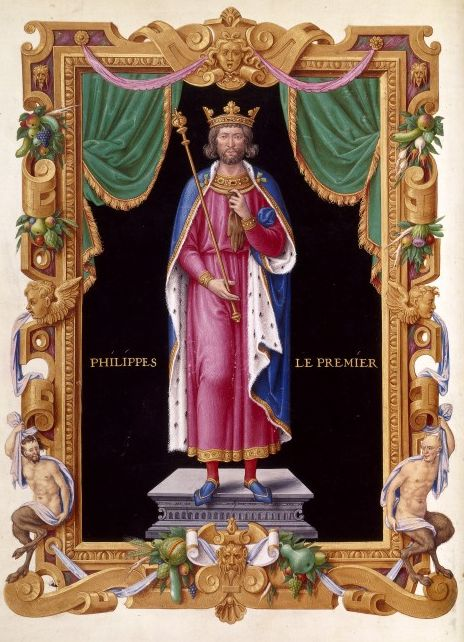
Филипп I

- 29 июля — Филипп I — король Франции (1060—1108) (с 1059 года соправитель отца)

## Дата неизвестна или требует уточнения
- Ар-Рагиб аль-Исфахани — мусульманский ученый, толкователь Корана и филолог арабского языка.
- Баллаладэва I[англ.] — правитель государства Хойсала (1102—1108)
- Святой Гонсало[англ.] — епископ Мондоньедо (1071—1108), святой католической церкви.
- Григорий III[англ.]— граф Тускулумский (1058—1108)
- Жерар I де Водемон — первый граф Водемона (с 1070).
- Жерве де Базош — участник Первого крестового похода, князь Галилеи (1106—1108), казнён в плену сарацинами
- Императрица Ксиангун[англ.] — императрица-консорт Китая (1100—1108), жена императора Хуэйцзуна из династии Сун
- Минамото-но Ёсииэ — японский самурай.
- Рудольф[англ.] — граф Монтескальозо (1080—1108)
- Садака ибн Мансур — правитель эмирата Мазъядидов в Центральном Ираке (1086—1108).
- Тамим ибн аль-Муизз — зиридский правитель Ифрикии (1062—1108)
- Тобия бен-Элиезер — византийский раввин-талмудист и литургический поэт.
- Урс д’Абето — шериф Вустершира (1069—1108).
- Хатиб Тебризи — арабоязычный филолог из Тебриза.
- Эгильмар I — первый граф Ольденбурга (ок. 1088—1108), фогт монастыря Растреде; основатель Ольденбургской династии.